# Apherusa ovalipes
Apherusa ovalipes is een vlokreeftensoort uit de familie van de Calliopiidae. De wetenschappelijke naam van de soort is voor het eerst geldig gepubliceerd in 1906 door Norman & Scott.